# Franz Kauffmann
Franz Kauffmann (ur. 17 maja 1889 w Sopocie, zm. 15 czerwca 1945 w Gdańsku) – niemiecki lekarz psychiatra, profesor Państwowej Akademii Medycyny Praktycznej w Gdańsku.

## Życiorys
Tytuł doktora medycyny otrzymał w 1913 roku na Uniwersytecie w Greifswaldzie. Następnie był ordynatorem oddziału chorób psychicznych Szpitala Miejskiego w Gdańsku. Od 1935 roku był dyrektorem kliniki psychiatrycznej Państwowej Akademii Medycyny Praktycznej (Staatliche Akademie für praktische Medizin) w Gdańsku i kierownikiem Oddziału Chorób Psychicznych „Silberhammer” (Srebrzysko) w Gdańsku-Brętowie. Zmarł śmiercią samobójczą. 
Historie chorób pacjentów kliniki Kauffmanna przetrwały wojnę, zostały jednak zniszczone.

## Wybrane prace
- Zur Kasuistik der kongenitalen Skoliose: Bericht über 3 neue Fälle von angeborener seitlicher Rückgratsverkrümmung. Greifswald: Adler, 1913
- Über die Geisteskrankenversorgung im Gebiet der freien Stadt Danzig. Allgemeine Zeitschrift für Psychiatrie und psychisch-gerichtliche Medizin 93, 1930
- Über exkulpierende Geistesstörung im Verlauf des gewöhnlichen Rausches. Med. Welt, 531–534, 1935